# Hart (Odenwald)
Der Hart, auch die Hard und Hardt genannt, im Odenwald ist ein 580,8 m ü. NHN hoher Berg in der Gemarkung Reisenbach der Gemeinde Mudau im baden-württembergischen Neckar-Odenwald-Kreis; seine Nordflanke liegt bis auf die Hochlagen reichend im hessischen Odenwaldkreis. Er ist einer der höchsten Berge im Odenwald und nach dem Katzenbuckel und dem Markgrafenwald der dritthöchste Berg im Neckar-Odenwald-Kreis. Als einziger unter den zehn höchsten Odenwaldgipfeln ist er überwiegend unbewaldet, sondern wird landwirtschaftlich genutzt. Auf dem Berg steht der Fernmeldeturm Reisenbach.

## Geographie

### Lage
Der Hart erhebt sich mit Gipfellage im Naturpark Neckartal-Odenwald, und seine Nordflanke breitet sich bis auf die Hochlagen reichend im Naturpark Bergstraße-Odenwald aus. Sein Gipfel liegt 530 m südsüdöstlich der hessischen Grenze, 700 m westnordwestlich des Mudauer Ortsteils Reisenbach (Baden-Württemberg) und 4,2 km südöstlich des Oberzenter Ortsteils Kailbach (Hessen).
Vom Hartgipfel aus zieht sich ein Bergrücken zum etwa 1000 m westlich liegenden Köpfchen (571 m) und weiter zum rund 1,6 km nordwestlich gelegenen Salzlackenkopf (576 m), zwei Nebengipfeln des Hart. Nach Süden leitet die Landschaft zum 850 m entfernten Hartsporn Scheidberg (ca. 560 m) über. Östlich, jenseits von Reisenbach, erhebt sich der 1,4 km entfernte Reisenberg (567,8 m).
Auf dem steil abfallenden und bewaldeten Nordhang der Hart entspringt, jenseits der Landesgrenze, der südliche Quellbach des Galmbachs, der sich nahe dem Forsthaus Eduardsthal mit dem von Osten kommenden Hauptquellbach vereinigt. Auf der Südostflanke entspringt im Ortsbereich von Reisenbach das Reisenbächle, ein nordöstlicher Zufluss des im Süden den Berg passierenden Reisenbachs.

### Naturräumliche Zuordnung
Der Hart liegt in der naturräumlichen Haupteinheitengruppe Odenwald, Spessart und Südrhön (Nr. 14) und in der Haupteinheit Sandstein-Odenwald (144) auf der Grenze der Untereinheiten Zentraler Sandsteinodenwald (144.6) – mit dem Naturraum Südlicher zertalter Sandsteinodenwald (144.60) – im Westen und Winterhauch (144.5) im Osten.

## Schutzgebiete
Bis auf die bergfußnahe Südost-, Süd- und Südwestflanke des Hart reichen rund um den Sporn Scheidberg Teile des Landschaftsschutzgebiets Reisenbachtal (CDDA-Nr. 323791; 1988 ausgewiesen; 3,4458 km² groß) und des Fauna-Flora-Habitat-Gebiets Odenwald Eberbach (FFH-Nr. 6520-341; 33,58 km²). Bis auf die Nordflanke reichen Teile des Vogelschutzgebiets Südlicher Odenwald (VSG-Nr. 6420-450; 89,3981 km²) und, im Rahmen des Galmbachs, solche des FFH-Gebiets Euterbach und Itterbach mit Nebenbächen (FFH-Nr. 6420-350; 51,42 ha).

## Fernmeldeturm Reisenbach
Auf der Hart steht seit 1972 etwa 100 m ostnordöstlich des Berggipfels der Fernmeldeturm Reisenbach. Der ursprünglich 173 m hohe Fernmeldeturm ist – nach Demontage eines Zylinderaufsatzes – aktuell 149,65 m hoch. Der Turm dient dem Richtfunk und der Verbreitung von Fernseh- und Hörfunkprogrammen.